# Lomborg
Lomborg er en landsby i det nordlige Vestjylland med 335 indbyggere  (2024). Lomborg er beliggende syv kilometer syd for Lemvig.
Byen ligger i Region Midtjylland og hører under Lemvig Kommune. Lomborg er beliggende i Lomborg Sogn.
I Lomborg findes Lomborg Kirke og Lomborg Gymnastik- & Idrætsefterskole.